# Zona de transición (Tierra)
La zona de transición es parte del manto de la Tierra, y se encuentra entre el manto inferior y el manto superior, entre una profundidad de 410 y 660 km (250 a 400 mi). El manto de la Tierra, incluida la zona de transición, consiste principalmente en peridotita, una roca ígnea ultramáfica. 
El manto se dividió en el manto superior, la zona de transición y el manto inferior como resultado de discontinuidades súbitas de velocidad sísmica a profundidades de 410 y 660 km (250 a 400 mi). Se cree que esto ocurre como resultado de la reorganización de los granos en olivina (que constituye una gran porción de peridotita) a una profundidad de 410 km, para formar una estructura cristalina más densa como resultado del aumento de la presión al aumentar la profundidad. Por debajo de una profundidad de 660   km, la evidencia sugiere que debido a los cambios de presión, los minerales de ringwoodita cambian en dos nuevas fases más densas, bridgmanita y periclasa. Esto se puede ver usando las ondas sísmicas de los terremotos, que se convierten, reflejan o refractan en el límite, y se predicen a partir de la física mineral, ya que los cambios de fase dependen de la temperatura y la densidad y, por lo tanto, de la profundidad. 

## 410 km discontinuidad - transición de fase
Se observa un solo pico en todos los datos sismológicos en 410 km que se predice por la transición única de α- a β- Mg2SiO4 (olivina a wadsleyita). Desde la pendiente de Clapeyron, se espera que la discontinuidad de Moho sea menos profunda en las regiones frías, como las losas de subducción, y más profunda en las regiones más cálidas, como las plumas del manto.

## 660 km discontinuidad - transición de fase
Esta es la discontinuidad más compleja. Aparece en precursores de PP (una onda que se refleja en la discontinuidad una vez) solo en ciertas regiones, pero siempre es evidente en los precursores de SS. Se ve como reflejos simples y dobles en las funciones del receptor para conversiones de P a S en un amplio rango de profundidades (640–720 km, o 397–447 mi). La pendiente de Clapeyron predice una discontinuidad más profunda en regiones frías y una discontinuidad más superficial en regiones cálidas. Esta discontinuidad generalmente está relacionada con la transición de ringwoodita a bridgmanita y periclasa. Esto es termodinámicamente una reacción endotérmica y crea un salto de viscosidad. Ambas características hacen que esta transición de fase desempeñe un papel importante en los modelos geodinámicos. El material de flujo de agua fría podría acumularse en esta transición.

## Otras discontinuidades
Hay otra transición de fase principal prevista en 520 km para la transición de olivina (β a γ) y granate en el manto de pirolita. Este solo se ha observado esporádicamente en datos sismológicos.
Se han sugerido otras transiciones de fase no globales a diferentes profundidades.